# Selezione della città organizzatrice dei Giochi della XVII Olimpiade

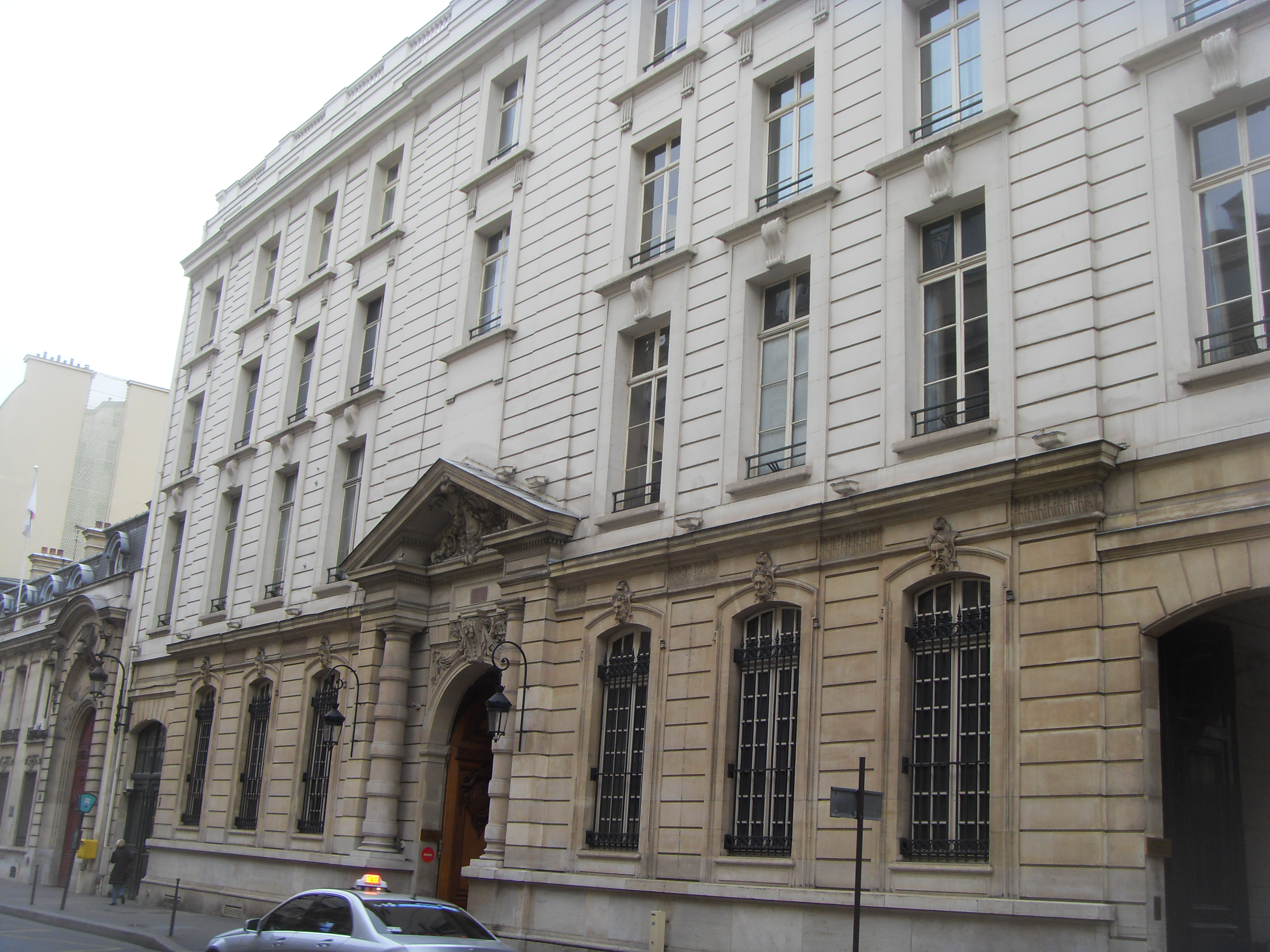
L'edificio del Circolo interalleato di Parigi, al cui interno furono assegnati dal CIO, nel 1955, i Giochi alla città di Roma.

La selezione della città organizzatrice dei Giochi della XVII Olimpiade, che si tennero nel 1960, avvenne durante la 50ª sessione del Comitato Olimpico Internazionale (CIO) riunitosi il 16 giugno 1955 a Parigi, in Francia. La scelta è ricaduta sulla candidatura italiana di Roma.

## Candidature

### Manifestazioni d'interesse
L'8 settembre 1953 il presidente del CIO Avery Brundage rese noto che diciassette città avevano presentato una manifestazione d'interesse a ospitare i Giochi della XVII Olimpiade del 1960, ma che ogni nazione poteva presentare solamente una candidatura ufficiale. Lo stesso Brundage disse inoltre che la città svizzera di Losanna sembrava avere le migliori probabilità di successo.
- Bruxelles[1]
- Budapest[1]
- Buenos Aires[1]
- Chicago[1]
- Città del Messico[1]
- Detroit[1]
- Filadelfia[1]
- Houston[1]
- Karachi[1]
- Los Angeles[1]
- Losanna[1]
- Minneapolis[1]
- New York[1]
- Rio de Janeiro[1]
- Roma[1]
- San Francisco[1]
- Tokyo[1]

### Candidature ufficiali
Le candidature ufficiali presso il CIO per organizzare i Giochi della XVII Olimpiade furono sette:
| Città             | Paese       | Comitato nazionale                      | Dettagli  | Risultato                     |
| ----------------- | ----------- | --------------------------------------- | --------- | ----------------------------- |
| Bruxelles         | Belgio      | Comitato Olimpico e Interfederale Belga | Dettaglio | Ammessa alla selezione finale |
| Budapest          | Ungheria    | Comitato Olimpico Ungherese             | Dettaglio | Ammessa alla selezione finale |
| Città del Messico | Messico     | Comitato Olimpico Messicano             | Dettaglio | Ammessa alla selezione finale |
| Detroit           | Stati Uniti | Comitato Olimpico degli Stati Uniti     | Dettaglio | Ammessa alla selezione finale |
| Losanna           | Svizzera    | Associazione Olimpica Svizzera          | Dettaglio | Ammessa alla selezione finale |
| Roma              | Italia      | Comitato Olimpico Nazionale Italiano    | Dettaglio | Ammessa alla selezione finale |
| Tokyo             | Giappone    | Comitato Olimpico Giapponese            | Dettaglio | Ammessa alla selezione finale |

## Selezione finale
I Giochi della XVII Olimpiade del 1960 furono assegnati il 16 giugno 1955, durante il 50º Congresso del Comitato Olimpico Internazionale (CIO) svoltosi a Parigi (nella stessa sessione venne selezionata anche la città che avrebbe ospitato gli VIII Giochi olimpici invernali, sempre nel 1960, che fu la statunitense Squaw Valley).
Nella sede congressuale, ospitata nei locali del Circolo interalleato di Parigi, vennero presentate le sette candidature: Bruxelles (Belgio), Budapest (Ungheria), Città del Messico (Messico), Detroit (Stati Uniti), Losanna (Svizzera), Roma (Italia) e Tokyo (Giappone).

### Primo turno
Al primo turno ricevettero più voti le candidature di Roma (15 voti) e Losanna (14 voti); con le prime due superarono il turno anche Budapest (8 voti) e Detroit (6 voti) mentre furono eliminate Bruxelles, Città del Messico e Tokyo (la città belga e quella messicana presero 6 voti come Detroit, mentre la capitale giapponese ottenne 4 voti).
| Candidatura       | Paese       | Round 1 (voti) | Risultato           |
| ----------------- | ----------- | -------------- | ------------------- |
| Roma              | Italia      | 15             | Al turno successivo |
| Losanna           | Svizzera    | 14             | Al turno successivo |
| Budapest          | Ungheria    | 8              | Al turno successivo |
| Detroit           | Stati Uniti | 6              | Al turno successivo |
| Bruxelles         | Belgio      | 6              | Eliminata           |
| Città del Messico | Messico     | 6              | Eliminata           |
| Tokyo             | Giappone    | 4              | Eliminata           |

### Secondo turno
Al secondo turno aumentò il divario della votazione precedente tra la prima, Roma (26 voti), e la seconda, Losanna (21 voti), che andarono al ballottaggio finale superando Detroit e Budapest (tra l'altro la città statunitense prese 11 voti contro 1 voto per la capitale ungherese, ribaltando le posizioni tra le due candidature del turno precedente).
| Candidatura | Paese       | Round 2 (voti) | Risultato           |
| ----------- | ----------- | -------------- | ------------------- |
| Roma        | Italia      | 26             | Al turno successivo |
| Losanna     | Svizzera    | 21             | Al turno successivo |
| Detroit     | Stati Uniti | 11             | Eliminata           |
| Budapest    | Ungheria    | 1              | Eliminata           |

### Ballottaggio finale
Roma ebbe la meglio anche alla terza votazione, ballottaggio finale, su Losanna favorita della vigilia, ottenendo 35 voti contro i 24 ricevuti dalla città svizzera.
| Candidatura | Paese    | Round 3 (voti) | Risultato    |
| ----------- | -------- | -------------- | ------------ |
| Roma        | Italia   | 35             | Assegnataria |
| Losanna     | Svizzera | 24             | Eliminata    |

Il risultato fu annunciato alla platea del Congresso dal presidente del CIO Avery Brundage, con le seguenti parole: